# Zgornji Obrež
Zgornji Obrež je naselje u Općini Brežice u istočnoj Sloveniji. Zgornji Obrež se nalazi u pokrajini Štajerskoj i statističkoj regiji Donjoposavskoj. 

## Stanovništvo
Prema popisu stanovništva iz 2002. godine Zgornji Obrež je imao 161 stanovnika.

### Etnički sastav
- 1991. godina
- Slovenci: 157 (94,6%)
- Hrvati: 2 (1,2%)
- Nepoznato: 7 (4,2%)